# St. Martin (Meiningen)
Die Kirche St. Martin war die älteste bekannte Pfarrkirche von Meiningen. Es handelte sich dabei um eine fränkische Fachwerkkirche einfacher Bauart. Das auch als Martinskirche genannte Gotteshaus wurde an einem hochwassersicheren Standort unweit einer Furt an der Werra errichtet und gehörte zum Königsgut Meiningen. Sie wurde 1827 abgebrochen. Seit 1839 erhebt sich hier die Herzogliche Gruftkapelle.

## Geschichte

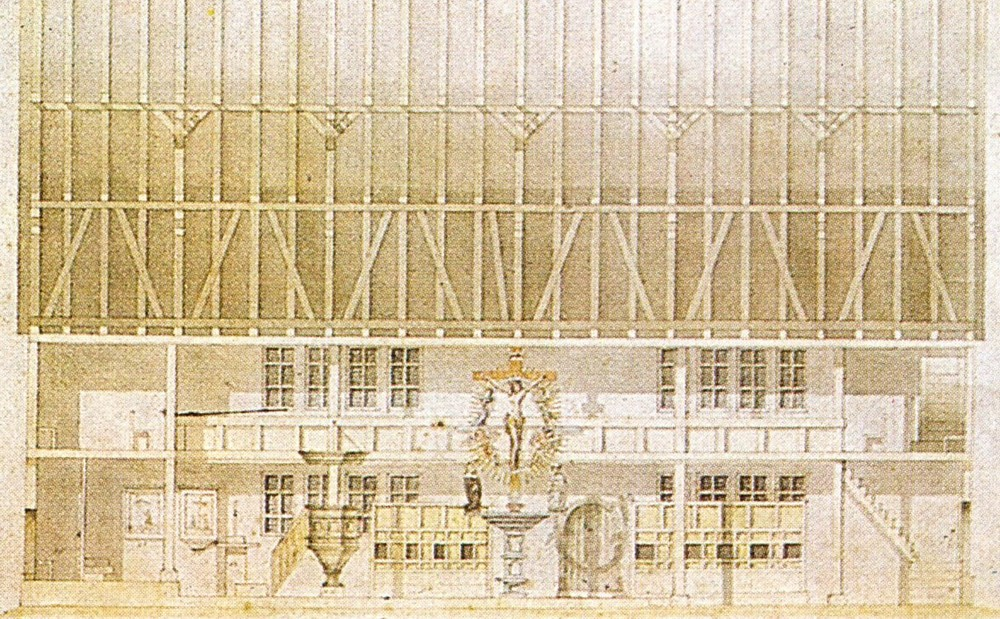
Schnittdarstellung der Kirche

Der Zeitpunkt des Baubeginns und der ersten Weihung ist unbekannt. Als Pfarrkirche der Zehntmark Meiningen im Gau Grabfeld, das im Zuge der Errichtung des Fränkischen Reiches gebildet wurde, ist ihre Entstehung spätestens im 8. Jahrhundert anzunehmen. Die erste urkundliche Erwähnung von St. Martin erfolgte gleichzeitig mit der Ersterwähnung von Meiningen am 1. Oktober 982, als sie gemeinsam von Kaiser Otto II. dem Stift Peterskirche in Aschaffenburg übereignet wurden. Noch vor 1000 wurde die Kirche wieder Eigentum des Reiches.
Nach der Jahrtausendwende beschloss man im Königsgut Meiningen, da St. Martin nur ein kleiner Fachwerkbau war, die Errichtung einer neuen Kirche als Massivbau. Es entstand unweit der Martinskirche eine frühromanische Marienkirche, die noch heute nach mehrmaligen Umbauten als Stadtkirche Unserer lieben Frauen besteht. Die Kirche St. Martin verlor dadurch wenig später das Pfarrrecht an die neue Kirche. Dort vollzog sich jetzt die weitere Entwicklung von Meiningen, so dass die Bebauung um St. Martin nach und nach zur Wüstung wurde. Die Meininger nutzten das Gotteshaus jetzt als Gottesackerkirche, um die ein Friedhof angelegt wurde. Auch in der Kirche selbst fanden Bestattungen statt. Im Zuge der Reformation wurde St. Martin 1544 evangelisch. Im Dreißigjährigen Krieg zerstörten 1641 schwedische Truppen die ungeschützte, außerhalb der Stadtmauer liegende Kirche fast vollständig. Erst nach dem Westfälischen Frieden konnte die Kirche wieder hergestellt und 1658 neu geweiht werden.
Die Kirche St. Martin war ein rechteckiger Bau ohne Turm mit nicht korrekter Ost-West-Ausrichtung. Der Giebel über dem Hauptportal war von einem Kreuz gekrönt, darunter hing die Glocke. Ein Drittel des Innenraums nahm das Kirchengestühl ein, die anderen zwei Drittel belegten die Begräbnisstätten. Vor ihrem Abriss 1827 befanden sich in der Kirche 44 mit Steinplatten versehenen Grabmale. Mittig an der südöstlichen Längsseite stand der Altar mit Kruzifix, daneben befand sich erhöht die Kanzel. Alle Seitenwände waren mit einstöckigen Emporen versehen. An Stelle der Kirche St. Martin erbaute Architekt August Wilhelm Döbner von 1835 bis 1839 für das Herzoghaus Sachsen-Meiningen eine neugotische Gruftkapelle.